# Australian National Airways (1930)
Australian National Airways — австралийская авиакомпания, функционировавшая в 1930—1931 годах.
Компания была основана в 1929 году Чарльзом Кингсфорд-Смитом и Чарльзом Ульмом.
В январе 1930 года начались рейсы авиакомпании Australian National Airways из Сиднея в Мельбурн. Полёты выполнялись на пяти самолётах Avro 618 Ten.
В марте 1931 один из самолётов, выполняя рейс из Мельбурна в Сидней, разбился в Австралийских Альпах. Спустя всего 8 месяцев произошла ещё одна катастрофа с участием самолёта данной компании. Вскоре компания была закрыта, а самолёты проданы.

## Воздушный флот
Воздушный флот компании состоял из пяти самолётов Avro 618 Ten:
- VH-UMF Southern Cloud (разбился в марте 1931 года)
- VH-UMG Southern Star
- VH-UMH Southern Sky
- VH-UMI Southern Moon
- VH-UNA Southern Sun (разбился в ноябре 1931 года)